# Voleibol de praia nos Jogos Pan-Americanos de 2023 - Qualificação
Abaixo está o sistema de qualificação e os comitês olímpicos nacionais qualificados ao Voleibol de praia nos Jogos Pan-Americanos de 2023, programado para ser realizado em Santiago, no Chile, de 21 a 27 de outubro de 2023.

## Sistema de classificação
Um total de 64 jogadores de voleibol de praia poderiam qualificar-se para competirem. Cada CON poderia inscrever até 4 atletas (uma dupla por gênero). Como país-anfritião, o Chile qualificou automaticamente uma equipe completa. A melhor dupla por gênero da NORCECA (América do Norte, América Central e Caribe) e da CSV (América do Sul) nos Jogos Pan-Americanos Júnior de 2021 em Cáli também asseguraram vagas. Todas as outras vagas serão distribuídas por rankings (as três melhores equipes por gênero pelo Ranking Mundial da FIVB, seguido pelas cinco melhoras duplas por gênero da NORCECA e da CSV. 

## Linha do tempo
| Evento                              | Data                                   | Local |
| ----------------------------------- | -------------------------------------- | ----- |
| Jogos Pan-Americanos Júnior de 2021 | 30 de novembro - 4 de dezembro de 2021 | Cali  |
| Ranking Mundial da FIVB             | 30 de junho de 2023                    | —     |
| Ranking Continental                 | 30 de junho de 2023                    | —     |

## Sumário de classificação
| CON                                 | Masculino | Feminino | Atletas |
| ----------------------------------- | --------- | -------- | ------- |
| ARG Argentina                       | X         | X        | 4       |
| BOL Bolívia                         | X         |          | 2       |
| BRA Brasil                          | X         | X        | 4       |
| CAN Canadá                          | X         | X        | 4       |
| CHI Chile                           | X         | X        | 4       |
| COL Colômbia                        | X         | X        | 4       |
| CRC Costa Rica                      | X         | X        | 4       |
| CUB Cuba                            | X         |          | 2       |
| ECU Equador                         | X         | X        | 4       |
| EAI Equipe de Atletas Independentes | X         | X        | 4       |
| ESA El Salvador                     | X         | X        | 4       |
| USA Estados Unidos                  | X         | X        | 4       |
| MEX México                          | X         | X        | 4       |
| NIC Nicarágua                       | X         |          | 2       |
| PAR Paraguai                        | X         | X        | 4       |
| PER Peru                            |           | X        | 2       |
| PUR Porto Rico                      |           | X        | 2       |
| DOM República Dominicana            |           | X        | 2       |
| URU Uruguai                         | X         | X        | 4       |
| Total: 4 CON's                      | 16        | 16       | 64      |